# Саксен-Кобург-Эйзенах
Саксен-Кобург-Эйзенах (нем. Sachsen-Coburg-Eisenach) — эрнестинское герцогство на территории современной федеральной земли Тюрингия.
В 1572 году в Эрфурте собралась имперская комиссия, которая, несмотря на протесты саксонского герцога Иоганна Вильгельма, отделила южные и западные земли в пользу детей его брата Иоганна Фридриха II. Таким образом Иоганн Эрнст и его старший брат Иоганн Казимир стали правителями нового герцогства Саксен-Кобург-Эйзенах; их опекунами (а заодно и регентами герцогства) стали пфальцский курфюрст Фридрих III Благочестивый, бранденбургский курфюрст Иоганн Георг и саксонский курфюрст Август.
В 1586 году Иоганн Казимир женился на Анне Саксонской, и братья стали полноправными правителями герцогства. Следующие 10 лет они совместно управляли Саксен-Кобург-Эйзенахом, однако Иоганн Казимир, будучи старшим братом, нёс при этом на себе основную тяжесть государственных забот. В 1587 году Иоганн Эрнст построил для себя отдельную резиденцию в Маркзуле. В 1590 году Иоганн Эрнст договорился с братом, что Иоганн-Казимир в течение пяти лет будет править герцогством в одиночку; по истечении этого срока в 1596 году братья разделили наследство: Иоганну Казимиру осталось герцогство Саксен-Кобург, а Иоганн Эрнст получил Саксен-Эйзенах.
В 1633 году Иоганн Казимир скончался, не имея детей, и Иоганн Эрнст унаследовал Саксен-Кобург, управляя из Эйзенаха обоими герцогствами в рамках личной унии. Со смертью Иоганна Эрнста в 1638 году пресеклась Саксен-Кобург-Эйзенахская линия Веттинов. В соответствии с правилами, принятыми в эрнестинской линии Веттинов, его владения были разделены между герцогствами Саксен-Веймар и Саксен-Альтенбург.